# Changdang Hu
Changdang Hu (kinesiska: 长荡湖) är en sjö i Kina. Den ligger i provinsen Jiangsu, i den östra delen av landet, omkring 86 kilometer sydost om provinshuvudstaden Nanjing. Arean är 84 kvadratkilometer. Trakten runt Changdang Hu består till största delen av jordbruksmark. Den sträcker sig 14,0 kilometer i nord-sydlig riktning, och 10,8 kilometer i öst-västlig riktning.
Genomsnittlig årsnederbörd är 1 525 millimeter. Den regnigaste månaden är juli, med i genomsnitt 289 mm nederbörd, och den torraste är januari, med 43 mm nederbörd.